# Karl von Lamberg

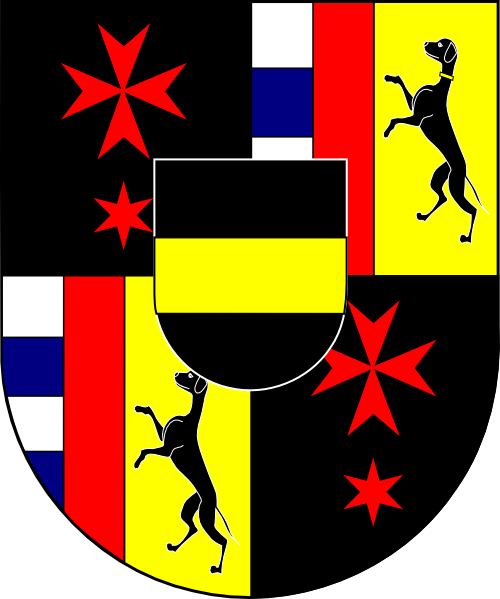
Wappen Karl Fürst von Lamberg, Fürst-Erzbischof von Prag

Karl von Lamberg (auch Karl Freiherr von Lamberg; tschechisch: Karel z Lamberka; * 1570 oder laut Krick 8. November 1571; † 18. September 1612 in Ossegg) war von 1607 bis 1612 Erzbischof von Prag sowie Hochmeister der Kreuzherren mit dem Roten Stern. Bereits 1606 wurde er zum Reichsfürsten erhoben.

## Leben
Karl Freiherr von Lamberg entstammte der erloschenen Linie Lichtenwald des uradeligen Adelsgeschlechts von Lamberg. Seine und seines 1561 geborenen Bruders Johann Jakob von Lamberg Eltern waren Sigismund Freiherr von Lamberg aus dem Hause Ortenegg (Ortnek in Slowenien) und Ottenstein und Siguna Eleonora Fugger von Kirchberg und Weißenhorn. Über seine Ausbildung ist nichts bekannt. Um 1589 wurde er Pfarrer von St. Ägid(ius) in Passau. Seit 1590 war er Domherr und ab 1598 Dekan des Passauer Domkapitels, 1598 Kapiteldekan von Salzburg und Regensburg.

### Erzbischof von Prag
Nach dem Tod des Prager Erzbischofs Zbynko Berka von Duba und Leipa nominierte Kaiser Rudolf II. in seiner Eigenschaft als König von Böhmen Karl von Lamberg am 10. Oktober 1606 zu dessen Nachfolger und erhob ihn zugleich zum Reichsfürsten. Der päpstlichen Bestätigung vom 14. Mai 1607 folgte am 7. Oktober 1607 die Bischofsweihe. Obwohl die Prager Kreuzherren mit dem Roten Stern noch vor der Nominierung den Generalprior Laurentius Nigrinus (1588–1638) zum Hochmeister gewählt hatten, mussten sie auf königlichen sowie päpstlichen Druck am 3. März 1607 den neu gewählten Erzbischof Karl von Lamberg in das Amt des Hochmeisters einsetzen. 1608 verlangten die evangelischen Stände, dass der Prager Erzbischof künftig stets ein Böhme sein müsse.
Gleich nach Beginn seiner Amtszeit verfügte Lamberg die Umsetzung der Trienter Dekrete. 1608 beteiligte er sich am Zustandekommen eines Vergleichs zwischen Kaiser Rudolf II. und Erzherzog Matthias. Da sein Vorgänger beträchtliche Schulden hinterlassen hatte, erhielt Lamberg 1610 mit päpstlicher Erlaubnis ein Kanonikat in Olmütz, mit dem seine finanzielle Situation verbessert werden sollte. Im selben Jahr erließ er für die Kreuzherren eine Vorschrift, die den Orden zur regelmäßigen Rechnungslegung verpflichtete.
Da Lamberg gesundheitlich geschwächt war, übernahm faktisch sein Weihbischof Jan Lohelius, Abt des Klosters Strahov und zugleich Generalvisitator der Prämonstratenser, die Leitung des Erzbistums. Deshalb wurde er am 12. Mai 1612 auf Wunsch des Kaisers Matthias vom Papst zum Koadjutor ernannt, wobei ihm gleichzeitig das Recht der Nachfolge zugesichert wurde. Lamberg, der zu Lohelius in einem gespannten Verhältnis stand, zog sich zunehmend auf das erzbischöfliche Gut des Klosters Ossegg zurück und überließ 1612 die Bistumsverwaltung auf Drängen der Landesbeamten vertraglich gegen eine Pension dem Koadjutor. Er starb bald darauf und wurde in der Klosterkirche von Ossegg beigesetzt.